# Roque Júnior
José Vítor Roque Jr., známý jako Roque Júnior (31. srpna 1976, Santa Rita do Sapucaí, Brazílie) je bývalý brazilský fotbalový obránce a reprezentant.
Mimo Brazílie hrál v Itálii, Anglii, Německu a Kataru. Vítěz MS 2002 v Japonsku a Jižní Koreji.

## Přestupy
- z SE Palmeiras do AC Milán za 8 500 000 Euro
- z AC Milán do Leeds United FC za 100 000 Euro (hostování)
- z AC Milán do Bayer 04 Leverkusen zadarmo

## Hráčská statistika
| Sezóna         | Klub                | Liga           | Liga   | Liga | Ligové poháry | Ligové poháry | Ligové poháry | Kontinentální poháry | Kontinentální poháry | Kontinentální poháry | Celkem | Celkem |
| Sezóna         | Klub                | Soutěž         | Zápasy | Góly | Soutěž        | Zápasy        | Góly          | Soutěž               | Zápasy               | Góly                 | Zápasy | Góly   |
| -------------- | ------------------- | -------------- | ------ | ---- | ------------- | ------------- | ------------- | -------------------- | -------------------- | -------------------- | ------ | ------ |
| 1995           | SE Palmeiras        | Série A        | 1      | 0    | -             | 0             | 0             | -                    | 0                    | 0                    | 1      | 0      |
| 1996           | SE Palmeiras        | Série A        | 12     | 0    | -             | 0             | 0             | -                    | 0                    | 0                    | 12     | 0      |
| 1997           | SE Palmeiras        | Série A        | 26     | 0    | -             | -             | 0             | 0                    | 0                    | 0                    | 26     | 0      |
| 1998           | SE Palmeiras        | Série A        | 8      | 0    | -             | 0             | 0             | -                    | 0                    | 0                    | 8      | 0      |
| 1999           | SE Palmeiras        | Série A        | 16     | 1    | -             | 0             | 0             | PO                   | 9                    | 1                    | 25     | 2      |
| 2000           | SE Palmeiras        | Série A        | 0      | 0    | -             | 0             | 0             | PO+MSK               | 7+1                  | 1+0                  | 8      | 1      |
| 2000/01        | AC Milán            | Serie A        | 22     | 0    | IP            | 5             | -             | LM                   | 8*                   | 0*                   | 35     | 0      |
| 2001/02        | AC Milán            | Serie A        | 18     | 0    | IP            | 5             | 0             | UEFA                 | 9                    | 0                    | 32     | 0      |
| 2002/03        | AC Milán            | Serie A        | 4      | 0    | IP            | 2             | 0             | LM                   | 2*                   | 0*                   | 8      | 0      |
| 2003/04        | Leeds United FC     | Premier League | 5      | 0    | AP+ALP        | 0+2           | 0+2           | -                    | 0                    | 0                    | 7      | 2      |
| 2004           | AC Siena            | Serie A        | 4      | 0    | -             | 0             | 0             | -                    | 0                    | 0                    | 4      | 0      |
| 2004/05        | Bayer 04 Leverkusen | Bundesliga     | 19     | 0    | NP+NLP        | 1+2           | 0             | LM                   | 7*                   | 1*                   | 29     | 1      |
| 2005/06        | Bayer 04 Leverkusen | Bundesliga     | 15     | 0    | NP            | 2             | 0             | UEFA                 | 2                    | 0                    | 19     | 0      |
| 2006/07        | Bayer 04 Leverkusen | Bundesliga     | 1      | 0    | NP            | 0             | 0             | -                    | 0                    | 0                    | 1      | 0      |
| 2007/08        | MSV Duisburg        | Bundesliga     | 4      | 0    | NP            | 0             | 0             | -                    | 0                    | 0                    | 4      | 0      |
| dub.–zář. 2008 | Al-Rayyan SC        | Stars League   | 3      | 0    | -             | 0             | 0             | -                    | 0                    | 0                    | 3      | 0      |
| 2008           | SE Palmeiras        | Série A        | 5      | 0    | -             | 0             | 0             | JAP                  | 2                    | 0                    | 7      | 0      |
| 2010           | Ituano FC           | Série D        | 0      | 00   | -             | 0             | 0             | -                    | 0                    | 0                    | 0      | 0      |
| Celkově        | Celkově             | Celkově        | 163    | 1    | -             | 19            | 2             | -                    | 47                   | 3                    | 299    | 6      |

## Úspěchy

### Klubové
- 1× vítěz ligy provincie Paulista (1996)
- 1× vítěz brazilský pohár (1998)
- 1× vítěz italského poháru (2002/03)
- 1× vítěz Ligy mistrů (2002/03)
- 1× vítěz Poháru osvoboditelů (1999)
- 1× vítěz Copa Mercosur (1998)

### Reprezentační
- 1× na MS (2002 – zlato)
- 1× na Copa América (2001)
- 1× na Konfederační pohár FIFA (2005 – zlato)